# Corchorus walcottii
Corchorus walcottii är en malvaväxtart som beskrevs av Ferdinand von Mueller. Corchorus walcottii ingår i släktet Corchorus och familjen malvaväxter. Inga underarter finns listade i Catalogue of Life.